# أودري لامي
أودري لامي (بالفرنسية: Audrey Lamy)‏ هي ممثلة فرنسية، ولدت في 19 يناير 1981 في فرنسا.

## أعمال

### أفلام
- (2011) بوليس[5]
- (2014) الجميلة والوحش[6][7]

## وصلات خارجية
- أودري لامي على موقع IMDb (الإنجليزية)
- أودري لامي على موقع ألو سيني (الفرنسية)
- أودري لامي على موقع أول موفي (الإنجليزية)
- أودري لامي على موقع قاعدة بيانات الفيلم (الإنجليزية)
- أودري لامي على موقع كينوبويسك (الروسية)